# Giulio Falcone
Giulio Falcone, född 31 maj 1974, är en italiensk före detta fotbollsspelare.
Giulio Falcone spelar som försvarare och har enbart spelat för italienska klubbar. Han har under hela sin proffskarriär spelat i Serie A. 2006 gjorde han debut i landslaget.